# Eliza Maria Ferreira Veras da Silva
Eliza Maria Ferreira Veras da Silva (Ituberá, 1944) é uma matemática, professora e cientista brasileira. 
Ela é a primeira mulher negra a obter um doutorado em matemática no Brasil.

## Biografia

### Anos iniciais
Eliza Maria Ferreira Vegas da Silva é uma matemática,professora e cientista brasileira, nascida em fevereiro de 1944 na cidade de Ituberá, na Bahia. Eliza Maria Ferreira é filha de um casal que teve cinco filhos. Ela iniciou os seus estudos no ensino primário na cidade de Bangu, tendo concluído os ensinos ginasial e o pedagógico na cidade de Jequié, cidades próximas de sua cidade natal. Durante sua infância e juventude sua mãe (Dahil Ferreira) desempenhou um papel central em sua criação, tendo cuidado dela e de seus irmãos sozinha. Desde jovem, Eliza foi incentivada a estudar por sua mãe, que conhecia seu talento.
O desempenho escolar acima da média no último ano do ensino pedagógico em Jequié, quando obteve média 10 (dez) em todas as disciplinas possibilitou que ela fosse premiada com a Bolsa Phillips da Holanda.
Após passar em segundo lugar no vestibular de Matemática da Universidade Federal da Bahia (UFBA), na década de 1960, Eliza Veras se muda para Salvador onde cursa a graduação em matemática e, ao mesmo tempo, trabalhou como professora do ensino primário.

### Vida acadêmica e profissional
Ela se graduou como bacharel e licenciada em Matemática pela UFBA no ano de 1967., enfrentando os desafios sociais que ainda atingiam as mulheres negras desde 1946 quando a primeira mulher negra (Araci Coelho Esteves) concluiu uma graduação de matemática na UFBA.
Em 1968, Eliza Veras foi aprovada no concurso para professora do Colégio Central da Bahia e, também, foi nomeada como professora algebrista no Instituto de Matemática e Estatística da UFBA (IME-UFBA).
Ela obteve a oportunidade de ir estudar na França, após obter Bolsa da UNESCO para cursar o mestrado em Matemática na Universidade de Montpellier. Depois de ter concluído o seu curso de mestrado, ela foi aprovada no concurso de professora assistente no IME-UFBA, onde lecionou na graduação e na pós-graduação stricto sensu de matemática. 
.
Eliza Veras concluiu o seu doutorado em matemática em 1977 na mesma Universidade de Montpellier, onde estudou com bolsa do Governo da França e defendeu tese sobre álgebras não-associativas, sob orientação do professor Artibano Micali.
Ela é reconhecida como uma das pioneiras do estudo da Matemática na região nordestina e, apesar de Maria Laura Moura Mouzinho Leite Lopes ter obtido o seu doutorado em matemática em 1949, Eliza Veras se destaca entre as cientistas negras brasileiras, pois ela é uma das pioneiras entre essas mulheres nesse campo de estudos das ciências exatas.
Além das atividades docentes e de pesquisa nas ciências matemáticas, Eliza Veras da Silva foi vice-diretora do IME-UFBA entre 1984 e 1988.
Ela ganhou um conhecimento enorme, e em 2022, a UFBA lançou o " programa de apoio a projetos e iniciação científica em matemática professora Dra. Eliza Maria Ferreira Vegas da Silva " apoiando a formação de estudantes negras e negros.
Eliza tem sido ativa em conferências e seminários, onde compartilha suas experiências e discute a importância da diversidade na ciências. Ela também pode estar envolvida em projetos que visam em aumentar o interesse pela matemática entre jovens estudantes, principalmente em meninas.

Seu trabalho é essencial para ajudar a quebrar estereótipos e preconceitos sobre quem pode ser um(a) matemático ou cientista. Ao ser uma referência para muitos, Eliza contribui para criar um ambiente mais inclusivo na ciências.